# Primula partschiana
Primula partschiana är en viveväxtart som först beskrevs av William Botting Hemsley, och fick sitt nu gällande namn av Ferdinand Albin Pax. Primula partschiana ingår i släktet vivor, och familjen viveväxter. Inga underarter finns listade i Catalogue of Life.